# Dumitru Mihalescul
Dumitru Mihalescul (n. 7 martie 1954, Marginea, Suceava, România) este un deputat român, ales în 2016. 